# Kommissar für Außenbeziehungen und europäische Nachbarschaftspolitik
Der Kommissar für Außenbeziehungen und europäische Nachbarschaftspolitik war ein Mitglied der Europäischen Kommission. Ihm unterstand die Vertretung der Europäischen Union auf Ebene der Kommission gegenüber Drittstaaten, insbesondere mithilfe der Delegationen der Europäischen Kommission. Seit der Einrichtung der Europäischen Nachbarschaftspolitik 2004 fiel auch diese in das Ressort des Außenkommissars. Der Kommissar für Erweiterung und der Kommissar für Entwicklung und humanitäre Hilfe waren dagegen eigenständige Ressorts.
Seit der Einrichtung der Gemeinsamen Außen- und Sicherheitspolitik (GASP) und der Einsetzung eines Hohen Vertreters für die GASP durch den Europäischen Rat mit dem Vertrag von Amsterdam 1999 entstanden im Bereich der EU-Außenpolitik Doppelstrukturen, da der Außenkommissar und der Hohe Vertreter teilweise dieselben Funktionen wahrnahmen. Mit dem Inkrafttreten des Vertrags von Lissabon wurden ab dem 1. Dezember 2009 beide Positionen deshalb zum neuen Posten des Hohen Vertreters der EU für Außen- und Sicherheitspolitik zusammengefasst, der gleichzeitig Vizepräsident der Europäischen Kommission ist (sog. kleiner Doppelhut).
Die letzte reine Außenkommissarin war Benita Ferrero-Waldner. Als ihre Nachfolgerin in der Kommission Barroso II und erste Hohe Vertreterin nach dem Inkrafttreten des Vertrags von Lissabon kam Catherine Ashton ins Amt. Der Bereich Europäische Nachbarschaftspolitik wird seither vom Kommissar für Erweiterung übernommen werden, der allerdings eng mit der Hohen Vertreterin zusammenarbeitet.

## Amtsinhaber

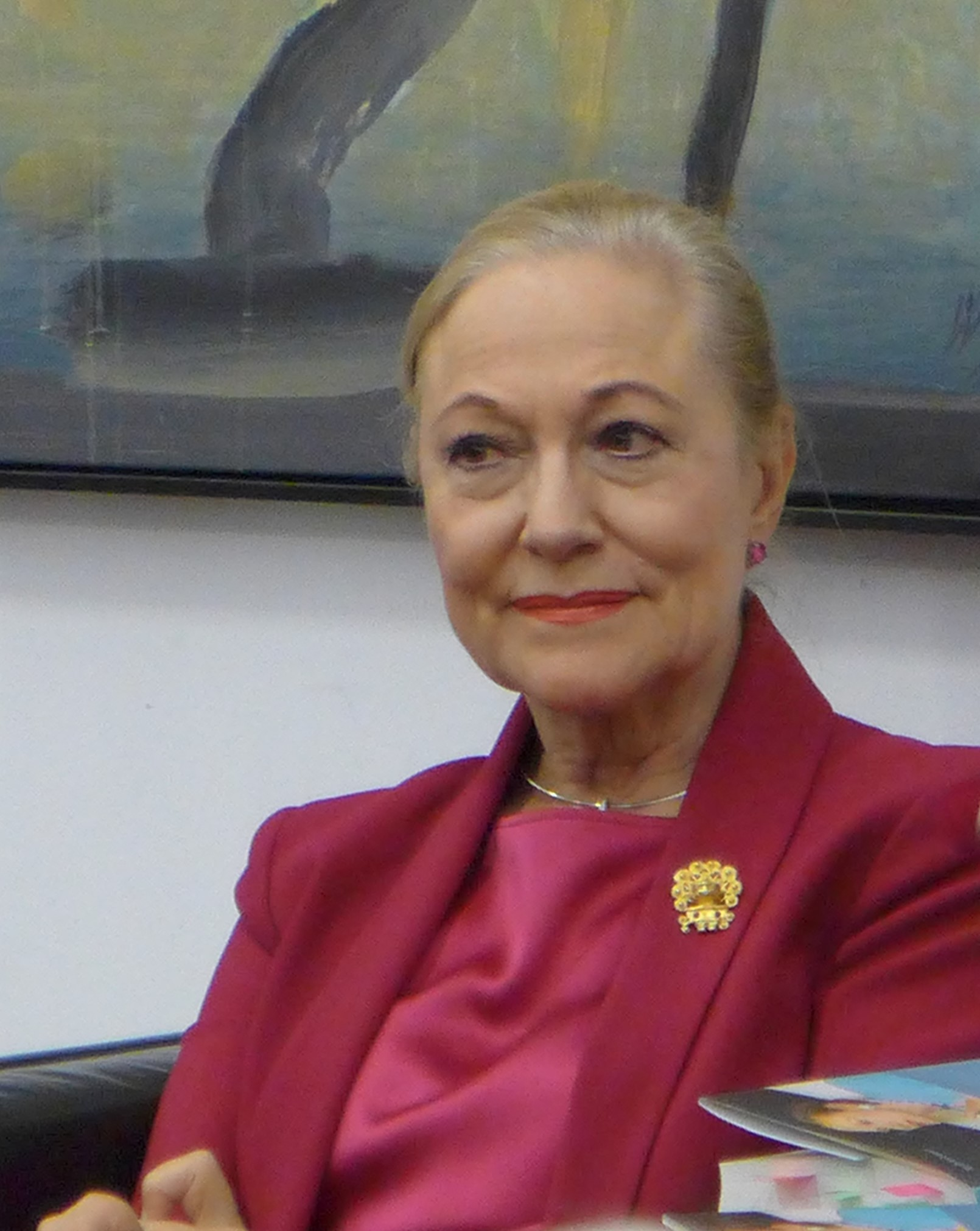
Benita Ferrero Waldner, letzte Amtsinhaberin

| Kommissar              | Amtszeit  | Staat                  |
| ---------------------- | --------- | ---------------------- |
| Benita Ferrero-Waldner | 2004–2009 | Österreich             |
| Chris Patten           | 1999–2004 | Vereinigtes Königreich |
| Hans van den Broek     | 1993–1999 | Niederlande            |
| Frans Andriessen       | 1989–1993 | Niederlande            |
| Willy De Clercq        | 1985–1989 | Belgien                |
| Wilhelm Haferkamp      | 1977–1985 | Deutschland            |
| Christopher Soames     | 1973–1977 | Vereinigtes Königreich |
| Jean-François Deniau   | 1970–1973 | Frankreich             |
| Edoardo Martino        | 1967–1970 | Italien                |
| Jean Rey               | 1958–1967 | Belgien                |